# Siegfried III. von Eppstein

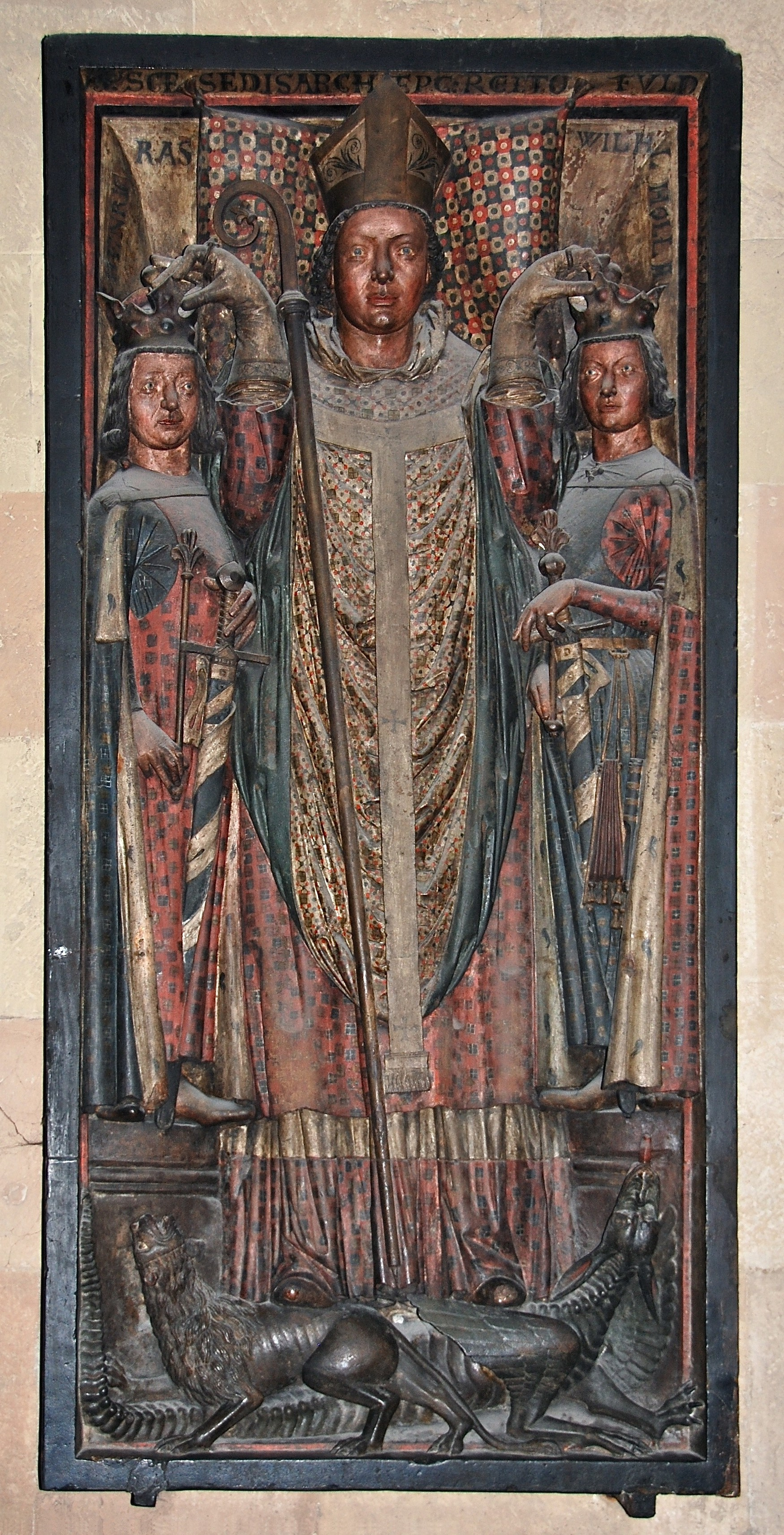
Erzbischof Siegfried III. von Eppstein, ältestes Grabdenkmal im Mainzer Dom

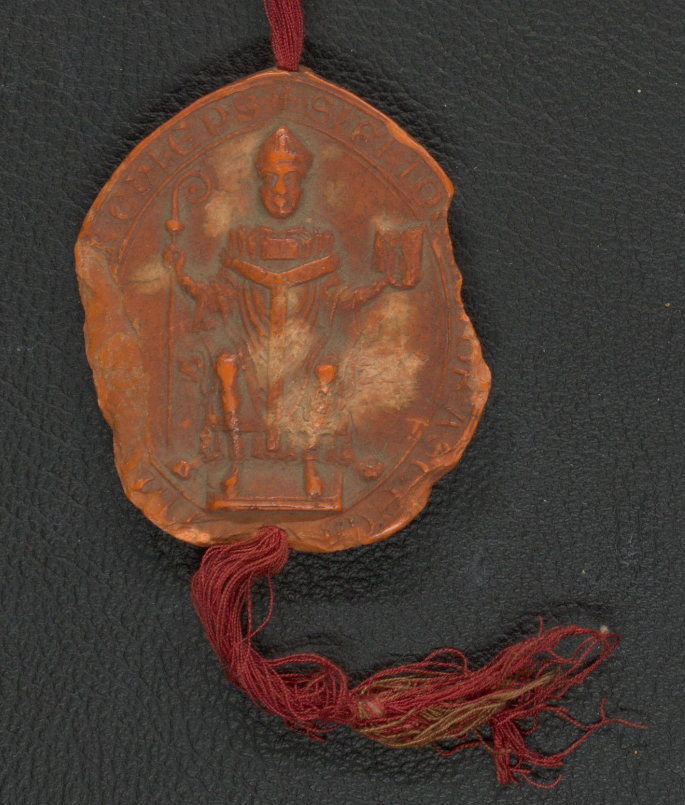
Sein Siegel auf einer Urkunde von 1240 (Mainzer Regesten Nr. 955)

Siegfried III. von Eppstein (* um 1194; † 9. März 1249 in Bingen), aus dem Geschlecht der Herren von Eppstein, war Erzbischof von Mainz und damit ex officio Erzkanzler des Heiligen Römischen Reiches. Den Eppsteinern gelang im Spätmittelalter der Aufbau einer der bedeutendsten Adelsherrschaften in Hessen; sie waren bereits um 1200 reich begütert in Spessart, Taunus und Wetterau. Sie waren als Herren hochadlig und stellten im 13. Jahrhundert vier Mainzer Erzbischöfe.

## Leben
Der Neffe des Erzbischofs Siegfried II. von Eppstein (väterlicherseits) und des Erzbischofs von Trier, Theoderich von Wied, (mütterlicherseits) wurde um 1220 Domherr in Mainz, Propst von St. Bartholomäus (Frankfurt am Main) und von St. Peter und Alexander (Aschaffenburg). Im Oktober oder November 1230 wurde er zum Nachfolger seines Onkels gewählt. Die Weihe zum Erzbischof von Mainz erfolgte am 19. Januar 1231 in Worms.
Siegfried III. war vor allem Reichspolitiker. Obwohl staufisch gesinnt, betrieb er doch wie alle anderen Reichsfürsten aufgrund der Confoederatio cum principibus ecclesiasticis von 1220 die Ausdehnung der Mainzer Landesherrschaft. Auch an der Reichsversammlung in Worms im Frühjahr 1231 nahm er teil, auf der unter anderem das sogenannte Statutum in favorem principum erlassen wurde. Es gelang ihm dabei immer, das Wohlwollen Kaiser Friedrichs II. zu behalten. Dieser übertrug ihm 1232 die sehr reiche Reichsabtei Lorsch.
1234 lehnte sich König Heinrich gegen seinen kaiserlichen Vater auf, nachdem er sich schon vorher mit den nach Landesherrlichkeit strebenden Reichsfürsten angelegt hatte. Heinrich versuchte dabei, Siegfried III. als Verbündeten zu gewinnen, was ihm aber nicht gelang. Im Juni 1235 kehrte der Kaiser wegen des Aufstandes selbst aus Italien zurück, was den Aufstand sofort zusammenbrechen ließ. Heinrich wurde entthront und in apulischen Gefängnissen eingesperrt. Friedrich II. blieb in Deutschland und hielt im August 1235 in Mainz mit Erzbischof Siegfried eine große prunkvolle Reichsversammlung ab. Dort wurde am 23. August 1235 der „Reichslandfriede“ oder auch „Mainzer Landfriede“ verabschiedet.
In die Amtszeit Siegfrieds fällt auch die Heiligsprechung der in Marburg gestorbenen Elisabeth von Thüringen 1235, die Siegfried trotz einer Fehde mit den Thüringer Ludowingern unterstützt hatte. 1237 ließ Friedrich II. seinen 1228 geborenen zweiten Sohn Konrad IV. zum König wählen und übertrug Siegfried III. sowohl die Vormundschaft als auch das Amt des Reichsgubernators. Bald danach brach erneut Streit zwischen Papst Gregor IX. und Friedrich II. aus. 1239 wurde der Kaiser zweimal exkommuniziert. Siegfried III. lehnte es zunächst ab, sich gegen seinen Mentor zu stellen, und wurde deshalb am 26. April 1240 exkommuniziert, blieb jedoch weiterhin unbeugsam. Nur der Mongolensturm verhinderte einen Krieg zwischen den Parteien.
Nach dem Tod Gregors am 22. August 1241 verbündete sich Siegfried III. jedoch plötzlich mit dem Kölner Erzbischof Konrad gegen den Kaiser. Die Gründe hierfür sind nicht bekannt; sie liegen vermutlich in den landesherrlichen Bestrebungen jener Zeit. Friedrich setzte Siegfried sofort als Reichsgubernator ab und bestimmte Heinrich Raspe, Landgraf von Thüringen, zum Nachfolger. Sofort brachen Kriege aus. Der Nachfolger Gregors IX., Coelestin IV., war nur 17 Tage Papst; danach blieb der Heilige Stuhl 19 Monate vakant, sodass es keinen Papst gab, der schlichten konnte.

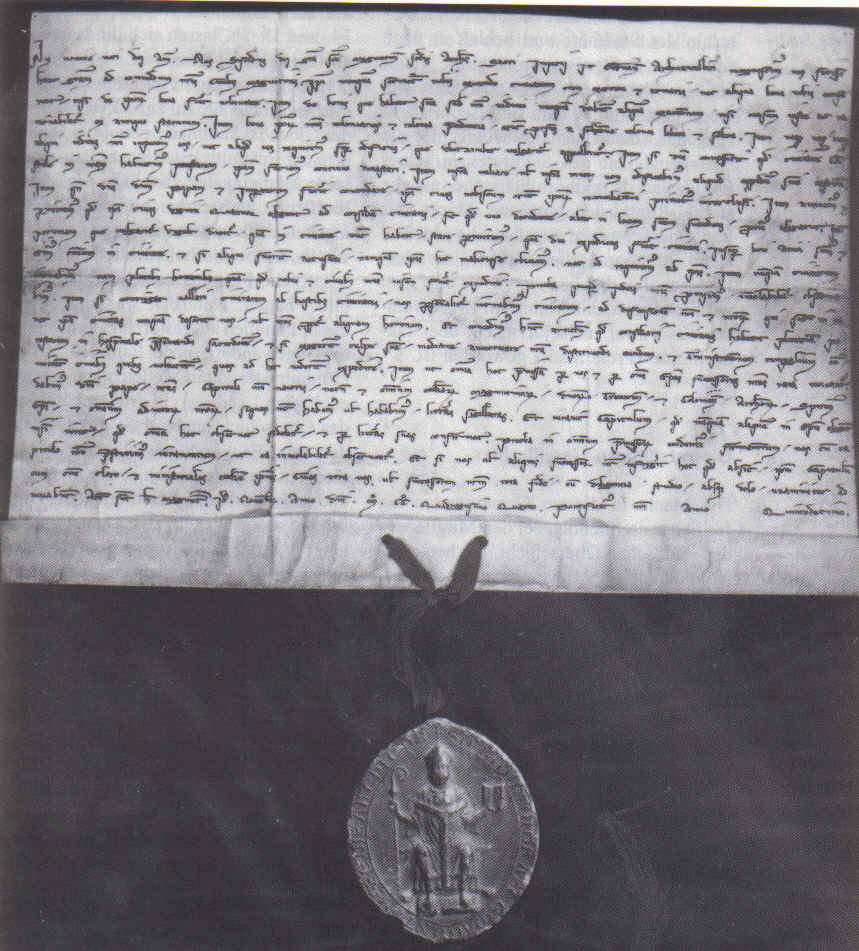
Das Stadtprivileg Siegfrieds III. von Eppstein für die Freie Stadt Mainz von 1244.

Im Juni 1243 wurde Innozenz IV. Papst. Er setzte den Kampf gegen Friedrich II. fort und machte Siegfried III. zum päpstlichen Legaten. Um die Mainzer für sich zu gewinnen, verlieh Siegfried Mainz 1244 das große Stadtprivileg, das Mainz zur Freien Stadt (→Freie Stadt Mainz) machte. Am 30. Mai 1244, auf der Provinzialsynode in Fritzlar, verkündete er als päpstlicher Legat den Bannspruch gegen Friedrich II., der dann am 17. Juli 1245 auf dem Konzil von Lyon auf Betreiben des Papstes für abgesetzt erklärt wurde. Auch zog Siegfried III. Heinrich Raspe auf seine Seite. Siegfried instrumentalisierte diesen in der Folge als Exponent der antistaufischen Partei im Reich und ließ ihn im Mai 1246 in Veitshöchheim bei Würzburg von einer Minderheit deutscher Fürsten und Grafen zum Gegenkönig wählen. Der plötzliche Tod Heinrich Raspes im Februar 1247 war für Siegfried III. ein kurzer Rückschlag. Zusammen mit den anderen rheinischen Erzbischöfen machte er 1248 Wilhelm von Holland zum neuen Gegenkönig.
Siegfried III. starb am 9. März 1249 in Bingen. Er wurde im Mainzer Dom beigesetzt, dessen spätromanischer Westbau während seiner Amtszeit fertiggestellt worden war und den er 1239 geweiht hatte. Sein Epitaph ist das älteste der Grabdenkmäler im Mainzer Dom. Es zeigt ihn als Königskröner.